# Иссельбург
Иссельбург (нем. Isselburg) — город в Германии, в земле Северный Рейн-Вестфалия.
Подчинён административному округу Мюнстер. Входит в состав района Боркен.  Население составляет 11 196 человек (на 31 декабря 2010 года). Занимает площадь 42,73 км². Официальный код  —  05 5 54 032.
Город подразделяется на 7 городских районов.

## Достопримечательности
- Анхольт ― дворцово-замковый комплекс.